# Campeón de Campeones 1973-74
El Campeón de Campeones 1973-74 fue la XXIX edición del Campeón de Campeones que enfrentó al campeón de la Liga 1973-74: Cruz Azul y al campeón de la Copa México 1973-74: América. 
El título se jugó a partido único realizado en el Estadio Azteca de la Ciudad de México. Al final de éste, el Cruz Azul consiguió adjudicarse por segunda vez en su historia este trofeo.

## Información de los equipos
| Cruz Azul |  |  |  | Campeón de la Primera División de México (1973-74) |
| América   |  |  |  | Campeón de la Copa México (1973-74)                |

## Partido
| 26 de mayo de 1974                                   | Cruz Azul              | 2:1 (0:1) | América      | Estadio Azteca, Ciudad de México                                     |                                                                      |
|                                                      | Ocampos 55' · Vera 80' |           | Ceballos 20' | Asistencia: 110 000 espectadores Árbitro(s): Enrique Mendoza Guillén | Asistencia: 110 000 espectadores Árbitro(s): Enrique Mendoza Guillén |
| Cruz Azul Campeón de Campeones la Temporada 1973-74. |                        |           |              |                                                                      |                                                                      |

| 1     | POR   | Miguel Marín           |    |
| 2     | DEF   | Nacho Flores           |    |
| 3     | DEF   | Javier Guzmán          |    |
| 16    | DEF   | Pedro Velázquez        |    |
| 5     | DEF   | Javier Sánchez Galindo |    |
| 6     | MED   | Héctor Pulido          | 7' |
| 7     | MED   | Joel Andrade           |    |
| 8     | MED   | Alberto Gómez          |    |
| 9     | DEL   | Fernando Bustos        |    |
| 14    | DEL   | Luis Estrada           |    |
| 11    | DEL   | Eladio Vera            |    |
| D. T. | D. T. | Raúl Cárdenas          |    |

| 1     | POR   | Prudencio Cortés    |  |
| 2     | DEF   | René Trujillo       |  |
| 3     | DEF   | Alfredo Tena        |  |
| 4     | DEF   | Guillermo Hernández |  |
| 5     | DEF   | Mario Pérez         |  |
| 6     | MED   | Alberto Ojeda       |  |
| 7     | MED   | Sergio Ceballos     |  |
| 8     | MED   | Carlos Reinoso      |  |
| 9     | DEL   | Manuel Borbolla     |  |
| 10    | DEL   | Gustavo León        |  |
| 11    | DEL   | Osvaldo Castro      |  |
| D. T. | D. T. | José Antonio Roca   |  |

| 15 | MED | Juan Ramón Ocampos | 7' |

| 55' · 80' | Juan Ramón Ocampos Eladio Vera |  |

| 20' | Sergio Ceballos |  |

| Principal | Enrique Mendoza Guillén |

| 1     | POR   | Miguel Marín           |    |
| 2     | DEF   | Nacho Flores           |    |
| 3     | DEF   | Javier Guzmán          |    |
| 16    | DEF   | Pedro Velázquez        |    |
| 5     | DEF   | Javier Sánchez Galindo |    |
| 6     | MED   | Héctor Pulido          | 7' |
| 7     | MED   | Joel Andrade           |    |
| 8     | MED   | Alberto Gómez          |    |
| 9     | DEL   | Fernando Bustos        |    |
| 14    | DEL   | Luis Estrada           |    |
| 11    | DEL   | Eladio Vera            |    |
| D. T. | D. T. | Raúl Cárdenas          |    |

| 1     | POR   | Prudencio Cortés    |  |
| 2     | DEF   | René Trujillo       |  |
| 3     | DEF   | Alfredo Tena        |  |
| 4     | DEF   | Guillermo Hernández |  |
| 5     | DEF   | Mario Pérez         |  |
| 6     | MED   | Alberto Ojeda       |  |
| 7     | MED   | Sergio Ceballos     |  |
| 8     | MED   | Carlos Reinoso      |  |
| 9     | DEL   | Manuel Borbolla     |  |
| 10    | DEL   | Gustavo León        |  |
| 11    | DEL   | Osvaldo Castro      |  |
| D. T. | D. T. | José Antonio Roca   |  |

| 15 | MED | Juan Ramón Ocampos | 7' |

| 55' · 80' | Juan Ramón Ocampos Eladio Vera |  |

| 20' | Sergio Ceballos |  |

| Principal | Enrique Mendoza Guillén |

| 1     | POR   | Miguel Marín           |    |
| 2     | DEF   | Nacho Flores           |    |
| 3     | DEF   | Javier Guzmán          |    |
| 16    | DEF   | Pedro Velázquez        |    |
| 5     | DEF   | Javier Sánchez Galindo |    |
| 6     | MED   | Héctor Pulido          | 7' |
| 7     | MED   | Joel Andrade           |    |
| 8     | MED   | Alberto Gómez          |    |
| 9     | DEL   | Fernando Bustos        |    |
| 14    | DEL   | Luis Estrada           |    |
| 11    | DEL   | Eladio Vera            |    |
| D. T. | D. T. | Raúl Cárdenas          |    |

| 1     | POR   | Prudencio Cortés    |  |
| 2     | DEF   | René Trujillo       |  |
| 3     | DEF   | Alfredo Tena        |  |
| 4     | DEF   | Guillermo Hernández |  |
| 5     | DEF   | Mario Pérez         |  |
| 6     | MED   | Alberto Ojeda       |  |
| 7     | MED   | Sergio Ceballos     |  |
| 8     | MED   | Carlos Reinoso      |  |
| 9     | DEL   | Manuel Borbolla     |  |
| 10    | DEL   | Gustavo León        |  |
| 11    | DEL   | Osvaldo Castro      |  |
| D. T. | D. T. | José Antonio Roca   |  |

| 15 | MED | Juan Ramón Ocampos | 7' |

| 55' · 80' | Juan Ramón Ocampos Eladio Vera |  |

| 20' | Sergio Ceballos |  |

| Principal | Enrique Mendoza Guillén |

| 1     | POR   | Miguel Marín           |    |
| 2     | DEF   | Nacho Flores           |    |
| 3     | DEF   | Javier Guzmán          |    |
| 16    | DEF   | Pedro Velázquez        |    |
| 5     | DEF   | Javier Sánchez Galindo |    |
| 6     | MED   | Héctor Pulido          | 7' |
| 7     | MED   | Joel Andrade           |    |
| 8     | MED   | Alberto Gómez          |    |
| 9     | DEL   | Fernando Bustos        |    |
| 14    | DEL   | Luis Estrada           |    |
| 11    | DEL   | Eladio Vera            |    |
| D. T. | D. T. | Raúl Cárdenas          |    |

| 1     | POR   | Prudencio Cortés    |  |
| 2     | DEF   | René Trujillo       |  |
| 3     | DEF   | Alfredo Tena        |  |
| 4     | DEF   | Guillermo Hernández |  |
| 5     | DEF   | Mario Pérez         |  |
| 6     | MED   | Alberto Ojeda       |  |
| 7     | MED   | Sergio Ceballos     |  |
| 8     | MED   | Carlos Reinoso      |  |
| 9     | DEL   | Manuel Borbolla     |  |
| 10    | DEL   | Gustavo León        |  |
| 11    | DEL   | Osvaldo Castro      |  |
| D. T. | D. T. | José Antonio Roca   |  |

| 15 | MED | Juan Ramón Ocampos | 7' |

| 55' · 80' | Juan Ramón Ocampos Eladio Vera |  |

| 20' | Sergio Ceballos |  |

| Principal | Enrique Mendoza Guillén |

| Campeón de Campeones 1973-74 |
| ---------------------------- |
|                              |
| Cruz Azul                    |
| 2° Título                    |